# مهدی زواره‌ای
مهدی زواره‌ای (متولد ۱۳۶۳ در تهران) پس از دهمین دوره انتخابات ریاست جمهوری ایران و در پی حوادث پس از آن بازداشت شد و مورد بازجویی قرار گرفت.